# Philippe Erlanger
Pour les articles homonymes, voir Erlanger.
Philippe Erlanger est un haut fonctionnaire, écrivain et biographe français né à Paris le 11 juillet 1903 et mort à Cannes le 23 novembre 1987.

## Biographie
Philippe Erlanger est le fils du compositeur Camille Erlanger (1863-1919) et de l'écrivaine et scénariste Irène Hillel-Manoach (1878-1920), qui appartient à la famille Camondo. Ses parents sont juifs non pratiquants. Il fait ses études à Paris, obtenant une licence de lettres, une licence en droit et le diplôme de l'École libre des sciences politiques.
Il est nommé secrétaire général (1930-1938) puis directeur (1938) de l'Association française d'action artistique, fonction qu'il occupe jusqu'en 1968. Parallèlement, il est chef du service des échanges artistiques au ministère des Affaires étrangères (1946-1968) avec le titre de ministre plénipotentiaire en retraite à son départ du Quai d'Orsay. Haut fonctionnaire détaché dans plusieurs ministères, il est également inspecteur général au ministère de l'Éducation nationale (1960-1967). S'attachant à faire rayonner l'art français à l'étranger et l'art étranger en France, il organise de nombreuses expositions et des tournées théâtrales (Louis Jouvet, Jean-Louis Barrault, Jean Vilar, etc.).

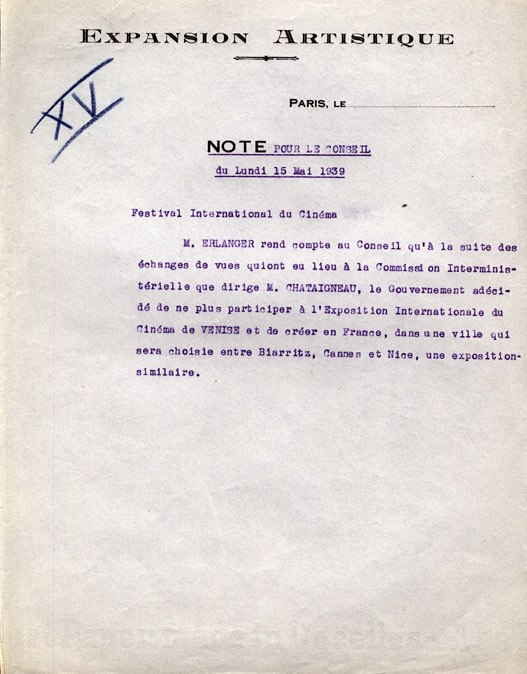
En 1939, Philippe Erlanger rapporte la décision du Gouvernement français de ne plus participer à la Mostra de Venise, mais d’organiser son propre festival à Biarritz, Cannes ou Nice.

C'est lui qui a l'idée du Festival de Cannes en 1939, en réaction au discrédit dont s'est couverte la Mostra de Venise qui a récompensé, en 1938, le documentaire de Leni Riefenstahl Les Dieux du Stade, sous influence du nazisme, ex æquo avec un film supervisé par le fils de Mussolini. Présent à Venise, il peut annoncer le lancement d'une initiative concurrente, avec l'aval de son ministre de tutelle, Jean Zay, ministre de l'Instruction publique et des Beaux-Arts. La ville de Cannes est choisie pour son agrément et son ensoleillement. Premier délégué général du festival (1946-1951), Philippe Erlanger est également membre du jury en 1953 et 1954. En 1956 il fait retirer Nuit et Brouillard d'Alain Resnais de la sélection du festival de Cannes pour ne pas froisser l'Allemagne fédérale. Il demeure président d'honneur du Festival de Cannes jusqu'à sa mort en 1987.
Critique d'art, journaliste et écrivain, Philippe Erlanger a publié de nombreuses biographies (voir ci-dessous). À partir de quelques chroniqueurs et mémorialistes du temps, il met en lumière une personnalité historique avec une prédilection pour les XVIe et XVIIe siècles, dans une perspective strictement événementielle. Ses livres ont souvent été de grands succès populaires. Sa biographie de Louis XIV (parue chez Fayard en 1965) a été classée en tête des ouvrages historiques du siècle par un concours du Figaro littéraire (et rééditée en 1966 dans la collection des douze meilleures œuvres historiques par l'éditeur Sauret).
Le Régent (1938) est une biographie de Philippe d'Orléans (1674-1723), comme homme d'État et dans sa vie intime. Montrant que la Régence (1715-1723) n'est pas une période de décadence mais bien de renouveau, Erlanger met en valeur le courant de liberté qui accompagne la fin du règne de Louis XIV de France. Sans pour autant se complaire dans l'histoire grivoise et les gauloiseries, il évoque la culture licencieuse associée à la Régence.  
Au cinéma, il est coscénariste de Marie-Antoinette reine de France (1956), présenté en sélection officielle au Festival de Cannes, et de La Prise de pouvoir par Louis XIV (Roberto Rossellini, 1966).
L'ensemble de son œuvre a été couronné par le prix Marie-Eugène Simon-Henri-Martin de l'Académie française en 1957 et a reçu le prix du rayonnement de la langue et de la littérature françaises en 1962. Il a été promu commandeur de la Légion d'honneur en 1970.
En avril 1971, il cosigne l'« appel aux enseignants » lancé par l'Institut d'études occidentales après la démission de Robert Flacelière de la direction de l'École normale supérieure.
Il était le compagnon de l'acteur Michel Beaufort et mourut sans postérité.

## Distinctions
- Commandeur de la Légion d'honneur

## Œuvres

### Romans
- Le Cygne rouge, roman, Paris, 1929
- L'Invincible, roman, Paris, 1930

### Histoire
- Marguerite d'Anjou, reine d'Angleterre, Paris, Émile Paul, 1931
- La Jeunesse d'Henri III, Paris, Émile Paul, 1933
- La Fin des Borgia, Paris, Émile Paul, 1934
- Henri III, Paris, Gallimard, 1935
- Le Régent, Paris, Gallimard, 1938 ; réédition Le Livre de poche, 1966
- Charles VII et son mystère, Paris, Gallimard, 1945
- Louis XIII, Paris, Gallimard, 1946
- George Villiers, duc de Buckingham, Paris, Gallimard, 1951
- Monsieur, frère de Louis XIV, Paris, Hachette, 1953 ; Prix des Neuf 1954.
- Diane de Poitiers, déesse de la Renaissance, Paris, Gallimard, 1955
- L'étrange mort de Henri IV ou les Jeux de l'amour et de la guerre, Paris, Amiot-Dumont, 1957
- P.L.M. a cent ans, Paris, Lang, 1958
- La Vie quotidienne sous Henri IV, Paris, Hachette, 1958, prix Albéric-Rocheron de l'Académie française en 1960
- Louis XIV [au jour le jour], Paris, La Table ronde, 1960
- Le Massacre de la Saint-Barthélemy, Paris, Gallimard, 1960
- La Rose sanglante. Marguerite d'Anjou, Paris, Perrin, 1961
- Catherine de Médicis, 1962
- Aventuriers et Favorites, Paris, Perrin, 1963
- « Jeanne d'Arc et son mystère », in La Revue de Paris, mars 1963
- Louis XIV, Paris, Fayard (collection Les grandes études historiques), 1965[4] ; nombreuses rééditions dont une de luxe, dès 1966, dans la collection des douze meilleures œuvres historiques publiée par André Sauret, avec une préface de Maurice Druon.
- Richelieu, Paris, Perrin, 1967
- Amours et Secrets de Marie Stuart, Paris, Hachette, 1967
- Clemenceau, Paris, Grasset, 1968
- Les Idées et les Mœurs au temps des rois, Paris, Flammarion, 1970
- L'Empereur insolite, Rodolphe II de Habsbourg, 1552-1612, Paris, Albin Michel, 1971
- La Monarchie française, 10 vol., Paris, Tallandier, 1971
- La Reine Margot ou la Rébellion, Paris, Le Club français du livre, 1972
- Louis XIII : le stoïcien de la monarchie, Paris, Perrin, 1972
- Cinq-Mars ou la Passion et la Fatalité, (titre de couverture : Le Mignon du Roi), Paris, 1973
- Gabrielle d'Estrées, femme fatale, Paris, 1975
- La France sans étoile : souvenirs de l'avant-guerre et du temps de l'occupation, Paris, Plon, 1974
- Madame de Longueville : de la révolte au mysticisme, Paris, Perrin, 1977
- Philippe V d'Espagne : un roi baroque esclave des femmes, Paris, Perrin, 1978
- Charles Quint, Paris, Perrin, 1980
- Henri VIII : un dieu anglais aux six épouses, Paris, Perrin, 1982
- Le Dernier Âge d'or de la monarchie, 1887-1914, Paris, Perrin, 1984 (Aussi appelé "Le Crépuscule des rois")
- Ninon de Lenclos et ses amis, Paris, Perrin, 1985
- Isabelle la catholique, Paris, Perrin, 1987

### Art
- Les Peintres de la réalité, Paris, Éditions de la galerie Charpentier, 1946
- La Peinture vénitienne, de Bellini à Véronèse, Paris, 1953

### Autres
- La Loire, du Mont Gerbier-de-Jonc à l'Océan, Paris, Éditions des Deux-Mondes, 1959

### Scénarios
- Marie-Antoinette reine de France, film de Jean Delannoy, coécrit avec Jean Delannoy, 1955
- La Prise de pouvoir par Louis XIV, film de Roberto Rossellini, 1966[5]
- L'exécution du Duc de Guise, téléfilm de Pierre Bureau, 1971
- Les Grandes Conjurations, mini-série de Jean-Pierre Decourt, épisode Le Connétable de Bourbon, 1978

## Adaptations
- Richelieu, le Cardinal de Velours, mini-série de Jean-Pierre Decourt, 1977, d'après son roman Richelieu

## Distinctions

### Décorations
France
- Commandeur de la Légion d'honneur (1970)[6]
- Commandeur de l'ordre des Arts et des Lettres (1960)[7]

Étranger
En tant que ministre plénipotentiaire du Quai d'Orsay :
- Commandeur de l'ordre de l'Empire britannique (Royaume-Uni)
- Commandeur de l'ordre de Léopold (Belgique)
- Commandeur de l'ordre du Mérite de la République italienne
- Commandeur de l'ordre de l'Aigle aztèque (Mexique)
- Commandeur de l'ordre du Danebrog (Danemark)
- Commandeur de l'ordre de Saint-Olaf (Norvège)
- Commandeur de l'ordre du Lion de Finlande
- Commandeur de l'ordre du Soleil levant (Japon)
- Commandeur de l'ordre royal de l'Étoile polaire (Suède)
- Commandeur de l'ordre du Mérite argentin
- Commandeur de l'ordre de l'Homayoun (Iran)
- Commandeur de l'ordre de Sant'Iago de l'Épée (Portugal)

### Prix
- Académie française[9] :
  - Prix Montyon (1947)
  - Prix Marie-Eugène Simon-Henri-Martin (1957)
  - Prix Albéric-Rocheron (1960)
  - Prix du rayonnement de la langue et de la littérature françaises (1962)
  - Grand prix Gobert, pour Georges Clemenceau (1969)
- Autres :
  - Grand prix littéraire du Conseil général de la Seine (1963)
  - Prix des Ambassadeurs (1966)